# Sinfonieorchester Aachen
Das Sinfonieorchester Aachen ist das Konzert- und Opernorchester des Theaters Aachen. Mit seinen Ursprüngen im Jahre 1721 gehört es zu den ältesten Klangkörpern Deutschlands. Seit 1852 wird es als eines der ersten in Deutschland als städtisches Orchester geführt. Heute besteht es aus rund 70 Musikerinnen und Musikern und absolviert jährlich etwa 140 Auftritte in Aachen selbst, aber auch in der Umgebung und auf Konzertreisen. Die regelmäßigen Sinfoniekonzerte finden im Eurogress Aachen statt.

## Geschichte

### Vorgeschichte
1721 wurde den zwei Kompanien der Stadtsoldaten eine Militärmusik beigegeben, die u. a. aus sechs Oboisten bestand. Diese spielten zusammen mit Laienmusikern auch im Münsterorchester. Der britische Musikhistoriker und -publizist Charles Burney berichtet 1773 von einem Aufenthalt in Aachen, das Musikleben dort sei im Vergleich zu anderen Städten eher unbedeutend gewesen. Ein Antrag der Musikanten aus dem Jahre 1771 zur Einrichtung und Ausführung von so genannten Concerts zur Ergötzung der ansehnlichen Leute stellt einen wichtigen Punkt in der Entwicklung des städtischen Musiklebens dar. Ab dem Jahr 1782 musizierten nicht akademisch ausgebildete Musiker in der neuen, von Jakob Couven erbauten Redoute in der Aachener Komphausbadstraße. Zwar sind Details dieser musikalischen Aktivitäten nicht bekannt, allerdings war es eine Selbstverständlichkeit, dass die Aachener Musiker zunächst für die Unterhaltungsmusik für die Speisen und Getränke verzehrenden Kurgäste zu sorgen hatten. Konzerte im heutigen Sinne, bei denen ein Publikum den Darbietungen der Künstler schweigend lauscht, gab es zu dieser Zeit noch nicht. 1787 profilierte sich  Georg Zethner als Leiter der nicht fest organisierten Aachener Musikanten. Für die Aufführung von Haydns Oratorium Die Schöpfung im Jahr 1803 war etwa die Hälfte der insgesamt 48 Musikanten von auswärts zur Verstärkung eingeladen worden. Von einem klassischen Orchester oder einer überregional bedeutenden Aufführung konnte allerdings auch jetzt noch nicht die Rede sein. Dass vom damaligen Aachener Musikleben keine Berichte aus der überregional relevanten Musikliteratur vorliegen, kann als weiterer Hinweis für die in dieser Zeit geringe historische Bedeutung des Aachener Musiklebens angeführt werden.

### Einweihung des neuen Stadttheaters
Kurz nach der Einweihung des neuen Stadttheaters am 15. Mai 1825 mit Louis Spohrs Oper Jessonda wurden im Rahmen des achten, erstmals in Aachen stattfindenden Niederrheinischen Musikfestes die Aachener Musikanten einschließlich des Chores auf 413 Mitglieder (266 Chorsänger und -sängerinnen, 147 Orchestermusiker) aufgestockt, um am 23. Mai 1825 unter der Leitung von Ferdinand Ries Beethovens 9. Sinfonie aufführen zu können, allerdings mit Kürzungen, die mit dem hohen Schwierigkeitsgrad der Musik zu tun hatten. Diese Aufführung war die erste von Beethoven selbst autorisierte außerhalb Wiens, von einer früheren Aufführung am 1. April desselben Jahres in Frankfurt hatte Beethoven keine Kenntnis. Von da an nahmen die Aachener Musikanten und später dann das Städtische Orchester regelmäßig an diesem bis 1958 ausgetragenen Musikfest Teil, welches abwechselnd in den Städten Elberfeld, Düsseldorf, Köln und Aachen stattfand. Dabei wurde es vereinzelt von auswärtigen Gastdirigenten wie Felix Mendelssohn Bartholdy, Julius Rietz, Max Bruch, Carl Reinecke, Richard Strauss, Hans Pfitzner, Clemens Krauss oder Felix Weingartner geleitet. Auch traten immer öfter Gastinterpreten wie der erst 12-jährige César Franck (1835), Johann Strauss, Vater (1836) oder Jacques Offenbach (1843) mit dem Orchester auf. 1841 fand die erste große, nach Frankreich führende Auslandstournee des Sinfonieorchesters statt.

### Vom Aachener Instrumentalverein bis zur festen städtischen Institution
Nach der Gründung des Aachener Instrumentalvereins im Jahr 1844, der das städtische Orchester verstärken sollte, wurde durch Beschluss des Stadtrates das noch immer mit Freizeitmusikern bestückte Orchester im Jahr 1852 in eine feste, ständige Einrichtung umgewandelt, die nun Berufsmusiker im Angestelltenverhältnis beschäftigte. Damit war das Aachener Sinfonieorchester das erste seiner Art im Rheinland. Vorübergehend fanden die Musiker zwischen 1862 und 1864 im Bernarts-Theater in Aachen eine feste Bleibe, bevor sie sich dauerhaft im Theatergebäude einrichten konnten. Ab diesem Zeitpunkt bot das Orchester zusätzlich regelmäßige Winterabonnements, musikalische Projektwochen und ab 1910 die bekannten Kurkonzerte an. Dabei wurden sie je nach Programmgestaltung immer wieder von verschiedenen Gesangsvereinen und Chören, die in jenen Jahren zahlreich entstanden waren, begleitet. Zur Unterstützung des Orchesters und als Bindeglied zur Öffentlichkeit gründete sich im Jahr 1924 der Förderverein Gesellschaft der Musik- und Theaterfreunde zu Aachen. Seit einer Fusion mit dem jüngeren Verein accelerando – Freunde des Sinfonieorchesters Aachen und dem Förderverein Haus für Musik im Jahr 2006 heißt der Verein Musik- und Theaterfreunde Aachen.

### Entwicklung seit dem Zweiten Weltkrieg
Während des Zweiten Weltkrieges wurde der Konzertbetrieb soweit möglich aufrechterhalten. Die Aufführungen fanden aber teilweise in der Aula oder der Talbothalle der RWTH Aachen und im Aachener Dom statt. Nach dem Krieg begann das Orchester ab 1945 zunächst im 14-täglichen Rhythmus mit Aufführungen aus der Reihe der Dommusik. 1946 trat es bei dem ersten Musikfest im Kloster Steinfeld auf. Nach der Wiedereröffnung des Stadttheaters im Jahr 1951 nutzte das Sinfonieorchester dieses als Konzertraum. Im gleichen Jahr nahm es ebenfalls die im Krieg unterbrochenen Kurkonzerte wieder auf und übernahm ab 1958 wieder die musikalische Ausgestaltung der Aachener Heiligtumsfahrt. Darüber hinaus kam es in den Folgejahren zu zahlreichen Gastauftritten im In- und Ausland sowie zu regelmäßigen Gemeinschaftsveranstaltungen mit dem Aachener Domchor, dem Sinfonischen Chor Aachen, dem Aachener Bachverein, dem Jungen Chor Aachen und der Cappella Aquensis.

### Das Orchester heute
Das Repertoire des Sinfonieorchester Aachen erstreckt sich von Aufführungen Alter Musik über die großen Werke der musikalischen Tradition bis hin zu zeitgenössischen Werken und Crossover-Projekten. Das Orchester verfügt über ein eigenes Barock-Projekt „Akzent Barock!“, in dessen Rahmen ein umfangreiches Barockinstrumentarium angeschafft wurde. In den Sinfoniekonzerten, aber auch in weiteren Konzertformaten wird in jeder Spielzeit ein zeitgenössischer Komponist oder eine zeitgenössische Komponistin als „composer in focus“ besonders in den Mittelpunkt gestellt. Neben den Sinfoniekonzerten gibt es zahlreiche weitere Konzertreihen, so zum Beispiel die Sonderkonzerte (teilweise an besonderen Spielstätten), die Kammerkonzerte im Spiegelfoyer des Theaters, Jugend- und Familienkonzerte sowie die „Krabbel-“ und „Sitzkissenkonzerte“ für Kleinkinder. Außerdem finden im Spätsommer Open-Air-Konzerte unter dem Titel „Kurpark Classix“ statt.

## Kapellmeister und Musikdirektoren
Einige sehr renommierte Dirigenten wie Leo Blech, Fritz Busch, Herbert von Karajan und Wolfgang Sawallisch haben ihre Karriere in Aachen begonnen.
- 1787–1794 Georg Zethner (städtischer Kapellmeister)
- 1804–1823 Karl Matthias Engels
- 1823–1825 Paul Kreutzer (neue Bezeichnung: Städtischer Musikdirektor)
- 1825–1827 Justus Amadeus Lecerf
- 1828–1832 Wilhelm Telle
- 1834–1835 Ferdinand Ries
- 1835–1840 Anton Felix Schindler (zeitgleich auch Stiftskapellmeister am Aachener Dom)
- 1841–1842 Wenzel Heinrich Veit
- 1842–1857 Karl von Turanyi
- 1858–1865 Franz Wüllner
- 1865–1883 Ferdinand Breunung
- 1884–1887 Julius Kniese
- 1887–1912 Eberhard Schwickerath (1893–1898 Leo Blech, Kapellmeister)
- 1912–1919 Fritz Busch
- 1920–1935 Peter Raabe (neue Bezeichnung: Generalmusikdirektor) (1927–1932 Paul Pella musikalischer Oberleiter)
- 1935–1942 Herbert von Karajan
- 1942–1944 Paul van Kempen
- 1945–1946 Theodor Bernhard Rehmann (kommissarisch, hauptberuflich 1924–1963 Domkapellmeister)
- 1946–1953 Felix Raabe (Sohn von Peter Raabe)
- 1953–1958 Wolfgang Sawallisch
- 1958–1962 Hans Walter Kämpfel
- 1962–1975 Wolfgang Trommer
- 1974–1983 Gabriel Chmura
- 1983–1984 Jean-François Monnard  (kommissarischer Musikdirektor)
- 1984–1990 Yoram David
- 1990–1992 Bruce Ferden
- 1992–1993 Stefan Lano (kommissarischer Musikdirektor)
- 1993–1996 Yukio Kitahara
- 1996–1997 Elio Boncompagni (kommissarischer Musikdirektor)
- 1997–2002 Elio Boncompagni
- 2002–2012 Marcus R. Bosch
- 2012–2017 Kazem Abdullah
- 2017–2018 Justus Thorau (kommissarischer Generalmusikdirektor)
- ab 2018   Christopher Ward

## Diskografie (Auswahl)
Marcus R. Bosch mit dem Sinfonieorchester Aachen
- Ludwig van Beethoven: Missa solemnis, Solisten: Alexandra Coku (Sopran), Daniela Denschlag (Alt), Andreas Scheidegger (Tenor), Martin Berner (Bass), Chor der vocapella, Livemitschnitt des Domkonzerts am 9. Februar 2008, Coviello Classics
- Johannes Brahms: Sinfonie Nr. 1 c-Moll op. 68 und Sinfonie Nr. 4 e-Moll op. 98, Coviello Classics 2007
- Johannes Brahms: Ein deutsches Requiem op 45, Livemitschnitt des Domkonzerts vom 24. Februar 2007, Coviello Classics
- Anton Bruckner: Sinfonie Nr. 8 c-Moll, Livemitschnitt des Konzerts "Bruckner in St. Nikolaus" am 9. Juni 2003, Coviello Classics
- Anton Bruckner: Sinfonie Nr. 7 E-Dur, Livemitschnitt des Konzerts "Bruckner in St. Nikolaus" am 31. Mai 2004, Coviello Classics
- Anton Bruckner: Sinfonie Nr. 5 B-Dur, Livemitschnitt des Konzerts "Bruckner in St. Nikolaus" am 16. Mai 2005, Coviello Classics
- Anton Bruckner: Sinfonie Nr. 3 d-Moll, Livemitschnitt des Konzerts "Bruckner in St. Nikolaus" am 5. Juni 2006, Coviello Classics
- Anton Bruckner: Sinfonie Nr. 4 Es-Dur, Livemitschnitt des Konzerts "Bruckner in St. Nikolaus" am 1. Juni 2008, Coviello Classics
- Anton Bruckner: Sinfonie Nr. 2 c-Moll, Livemitschnitt des Konzerts "Bruckner in St. Nikolaus" am 24. Mai 2010, Coviello Classics
- Anton Bruckner: Sinfonie Nr. 6 A-Dur, Livemitschnitt des Konzerts "Bruckner in St. Nikolaus" am 1. Juni 2009, Coviello Classics
- Anton Bruckner: Sinfonie Nr. 9 d-Moll, Livemitschnitt des "Konzerts Bruckner in St. Nikolaus" am 28. Mai 2007, Coviello Classics
- Georg Friedrich Händel: Alexanderfestkonzert HWV 318 – oder Die Macht der Musik, Livemitschnitt des Konzerts im Alten Kurhaus am 5. Mai 2007
- Gustav Mahler: Sinfonie Nr. 2 c-Moll "Auferstehung", Solisten: Carola Höhn (Sopran), Anke Vondung (Mezzosopran), Livemitschnitt des Konzertes aus Anlass der Wiedereröffnung des Eurogress Aachen am 17. September 2005
- Felix Mendelssohn Bartholdy: Sinfonie Nr. 1 c-Moll, op 11 und Sinfonie Nr. 5 D-Dur/d-Moll, op. 107, Livemitschnitt des 7. und 8. Sinfoniekonzertes, Coviello Classics/Deutschlandradio Kultur 2009
- Wolfgang Amadeus Mozart: Krönungsmesse KV 317, Exsultate, jubilate KV 165, Vesperae solennes de Confessore KV 339, Ave verum KV 618, Solisten: Dorothee Mields (Sopran), Mélanie Forgeron (Mezzosopran), Christoph Wittmann (Tenor), Martin Berner (Bariton), Chor der vocapella, Livemitschnitt des Domkonzerts am 4. März 2006, Coviello Classics
- Wolfgang Amadeus Mozart: concertos for two pianos KV 365, Klavierduo Anna und Ines Walachowski, Oehms Classics
- Wolfgang Amadeus Mozart: Requiem d-Moll KV 626, Ave verum KV 618, Solisten: Judith Kuhn (Sopran), Gabriele May (Alt), Michael König (Tenor), Claudius Muth (Bass), Chor der vocapella, Livemitschnitt des Domkonzerts am 8. März 2003 (Verlag Friedrich Bischoff GmbH)
- Marijn Simons: Secret notes op. 19, a tí te toca op. 23, symphony No. 1 op. 26, Klavierduo Anna & Ines Walachowski, Livemitschnitt des Sinfoniekonzertes am 15. und 16. Dezember 2004, NorthWest Classics
- Mikis Theodorakis: Rhapsody for Cello and Orchestra, Suite from „Les amants de Téruel“, Solist: Johannes Moser (Violoncello), Livemitschnitt des Konzerts aus Anlass der Verleihung des IMC-UNESCO-Musikpreises an Mikis Theodorakis am 4. November 2005, Coviello Classics
- Giuseppe Verdi: Messa da Requiem, Solisten: Melba Ramos (Sopran), Gabriele May (Alt), Michael Ende (Tenor), Martin Blasius (Bass), Chor der vocapella, Livemitschnitt des Domkonzerts am 12. Februar 2005, Coviello Classics

Kazem Abdullah mit dem Sinfonieorchester Aachen
- The End of Time. Works by George Butterworth and Rudi Stephan, zusammen mit Ensemble Aix, Coviello Classics 2015
- Maurice Ravel: Daphnis und Chloé, Coviello Classics 2017

Christopher Ward mit dem Sinfonieorchester Aachen
- Pjotr Iljitsch Tschaikowski & André Parjenov: Orchestral Works, Naxos 2021
- Leo Blech: Complete Orchestral Works & Orchestral Songs; Solisten: Sonja Gornik (Sopran), Opernchor Aachen, Capriccio 2022
- Leo Blech: Alpenkönig und Menschenfeind, Solisten: Sonja Gornik (Sopran), Anne-Aurore Cochet (Sopran), Ronan Collett (Bariton), Hyunhan Hwang (Tenor), Hrólfur Sæmundsson (Bariton); Capriccio 2022
- Golden Horizon: Richard Strauss: 1. Hornkonzert, Andante in C-Dur TrV 155, Vier letzte Lieder, Das Alphorn TrV 64, 2. Hornkonzert; Solisten: Sonja Gornik (Sopran), Christoph Ess (Horn); Naxos 2024